# Cossée

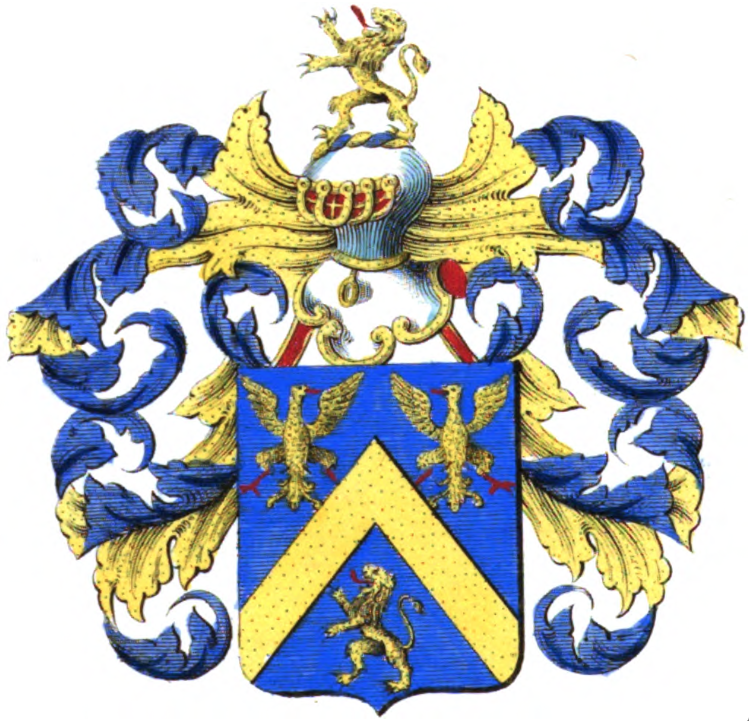
Wapen van de familie Cossée

Cossée, ook gekend als Cossée de Maulde, Cossée de Maulde Dumortier en Cossée de Semeries, is een Zuid-Nederlandse adellijke familie.

## Geschiedenis
- In 1743 verleende keizerin Maria Theresia erfelijke adel aan Charles-Antoine Cossée, heer van Semeries en Maulde, met de persoonlijke titel van ridder.
- In 1745 verleende dezelfde keizerin erfelijke adelsverheffing aan Jacques-François Cossée.

## Genealogie
- Antoine Cossée (1616-1696), xx Marie Crulay
  - François-Antoine Cossée (1655-1745), x Marie-Robertine d'Arcq (1671-1731)
    - Jacques Cossée (1706-1752), x Philippine de Pestre
      - Jean-Baptiste Cossée (1733-1817), heer van Prés, burgemeester van Aat (1736-1773)
        - Louis Cossée (zie hierna)

  - Charles-Antoine Cossée (1658-1731), x Marie-Thérèse Compaignie
    - Charles-Antoine Cossée (1701-1753), heer van Semeries en Maulde, x Marie-Thérèse de la Tenre
      - Charles Cossée (° 1729), heer van Maulde, x Marie-Hélène de Pestre († 1804)
        - Jean Cossée de Maulde (zie hierna)

      - Bon Cossée (1732-1765), heer van Semeries, x Marie-Sophie Marbais (1740-1778)
        - Charles-Bonaventure Cossée (1759-1817), heer van Semeries, x Séraphine Galland (1757-1826)
          - Charles-Alexandre Cossée (1781-1821), x Aimée Grart de Florempret
            - Charles Cossée de Semeries (zie hierna)

## Louis Cossée
- Louis de Gonzague Cossée (Aat, 27 januari 1768 - Bergen, 8 februari 1837) was zegelbewaarder in Brussel. Hij trouwde in 1795 met Elisabeth Nève (1768-1816), dochter van de heer van Mévergnies, en in 1828 met Marie-Amélie Brouwet (1765-1833). Ze hadden zes kinderen. In 1822 werd hij onder het Verenigd Koninkrijk der Nederlanden erkend in de erfelijke adel.
  - Amand Cossée (1796-1863), ontvanger van de registratie, x Edmée Lehon (1803-1885), dochter van François Lehon, lid van het Nationaal Congres. Ze hadden drie kinderen maar zonder verdere afstammelingen.
  - Victor Cossée (1799-1863), directeur van de belastingen, provinciaal inspecteur van de Domeinen, x Wilhelmine Harou (1804-1869). Ze kregen twee dochters.

Met de dood van Amand stierf deze familietak in 1863 uit en de laatste naamdraagster overleed in 1923.

## Jean Cossée de Maulde
- Jean-Baptiste Isidore Cossée de Maulde (Bergen, 16 juni 1759 - Maulde 19 februari 1834), zoon van Charles Cossée, heer van Maulde, trouwde in 1794 met Henriette de Lattre de Ressaix (1756-1799) en in 1801 met Hyacinthe Bouchelet de Neuville (1779-1863). Uit het tweede bed had hij zes kinderen. In 1823 werd hij erkend in de erfelijke adel met de titel burggraaf, overdraagbaar bij eerstgeboorte.
  - Edouard Cossée (1802-1857), x Aglaé Desclaibes (1803-1835), xx Victoire Tons d'Incourt (1799-1854). Uit het eerste huwelijk sproten drie kinderen, die echter zonder afstammelingen bleven.
  - Gusmar Charles Joseph Cossée (1804-1858), x Charlotte de Wolff de Clairbois (1811-1883). Ze kregen drie kinderen, zonder verdere afstammelingen.
  - Alfred Cossée (1805-1880) was burgemeester van Maulde. Hoewel hij erfgenaam was van de titel burggraaf, gelet op de uitdoving van de families van zijn broers, verkreeg hij een nieuwe erkenning van deze titel met dezelfde overdraagbaarheid. Hij trouwde met Hyacinthe d'Esclaibes (1804-1834) en vervolgens met Hortense Bonaert (1813-1867).
    - Armand Cossée de Maulde (1847-1909), burgemeester van Maulde, senator. Hij trouwde met Elodie Ruyant de Cambronne (1843-1878) en vervolgens met Marguerite d'Hespel (1854-1927).
      - Octave Cossée de Maulde (1867-1949), x gravin Marguerite Dumortier (1869-1940).
        - Jean Cossée de Maulde (1891-1914), oorlogsvrijwilliger, sneuvelde in het begin van de Eerste Wereldoorlog in Walem.
        - Vincent Cossée de Maulde Dumortier (1894-1984), burgemeester van Ramegnies-Chin, volksvertegenwoordiger, senator.

      - Edouard Cossée de Maulde (1895-1976), doctor in de rechten, x Marie-Emilie van Zeebroeck (1897-1975).
        - Armand Joseph Cossée de Maulde (1927-1992), erfgenaam van de burggraaftitel van zijn oom Vincent. Getrouwd met Brigitte Nolf (1932-2016), met afstammelingen tot heden.
          - Benoît Cossée de Maulde (° 1955), erfgenaam van de burggraaftitel van zijn vader Armand. Getrouwd met Dominique Louveaux (°1957), met afstammelingen tot heden.

## Charles Cossée de Semeries
Charles Philippe Auguste Cossée de Semeries (Bergen, 12 januari 1821 - Taisnières-sur-Hon, 6 juli 1881). Hij trouwde in 1850 met Marie-Sidonie de la Mock (1824-1892) en ze hadden drie kinderen. In 1855 werd hij erkend in de erfelijke adel. Met afstammelingen tot heden.